# Beauty Point
Beauty Point est une ville située au bord de la rivière Tamar, au nord-est de la Tasmanie, en Australie. 

## Géographie
Beauty Point se trouve à 45 km au nord de Launceston, sur la West Tamar Highway.  
Elle fait partie du conseil municipal de West Tamar.

## Population
Au recensement de 2016, la ville comptait 1 222 habitants. 